# 光州芝山洞五層石塔

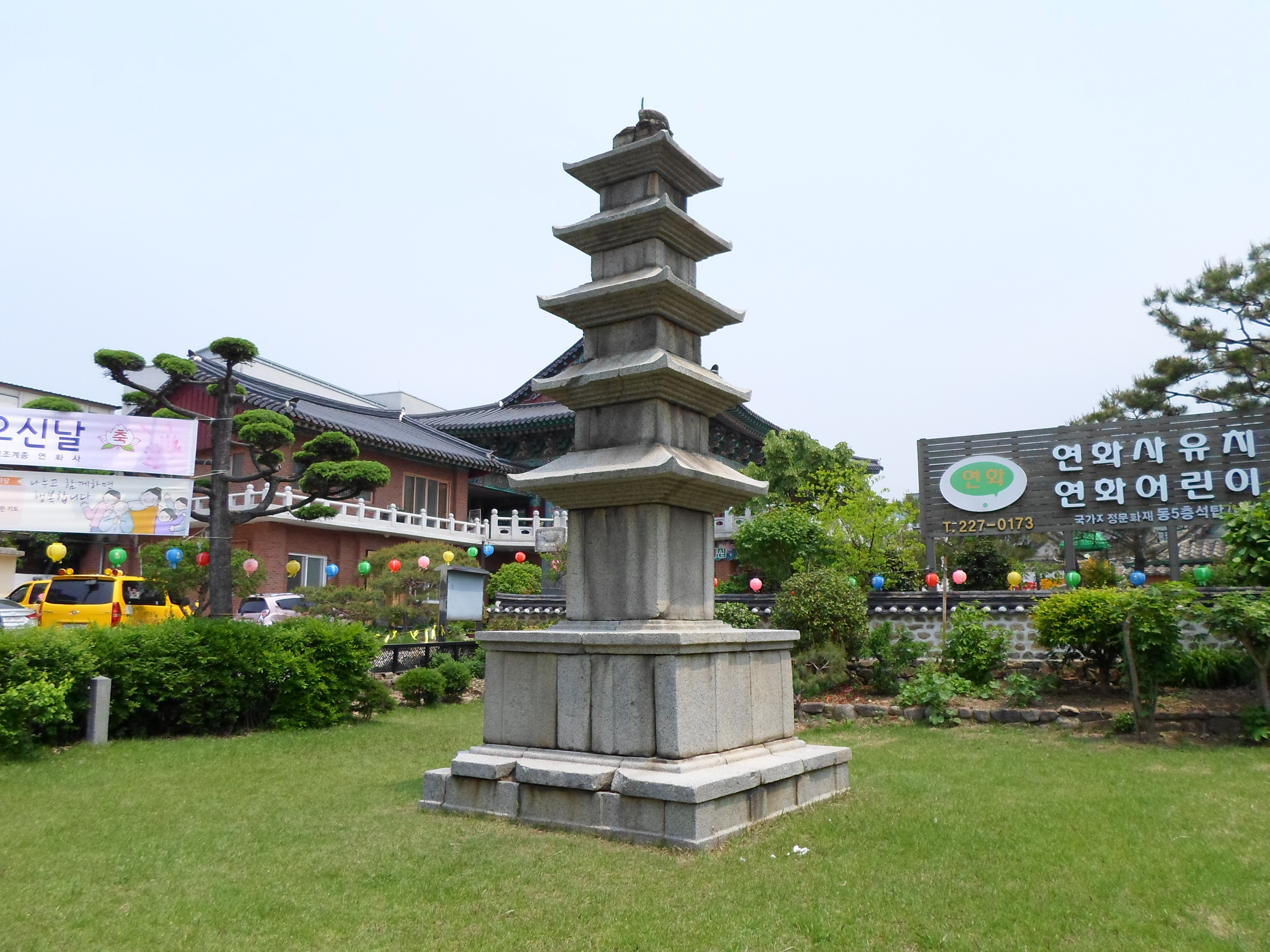
光州芝山洞五層石塔

光州芝山洞五層石塔(韓語：광주 지산동 오층석탑)，位於光州廣域市東區芝山洞統一新羅時的五層石塔。1963年1月21日被指定為大韓民國寶物第110號。

## 歷史沿革
此石塔為統一新羅時代後期的石塔，據推斷應是百川寺址的地點，過去稱為「光州東五層石塔」。塔的樣式十分典型，有著雙層基壇的五層石塔, 基壇和塔身看起來很完美，但相輪部的路盤與覆缽外的其他部份全部脫落，僅剩下鐵柱裸落在外。基壇用一塊石頭打造成基座石與下層基壇面石，此外也用了多種石材並組合成四面面石同時各自放了兩隻撐柱。塔身部份，各由一個塔身與屋頂的屋蓋石所組成，塔身各層的遞減比例看起來十分均勻，但屋蓋石的寛度稍微變窄，看起來比較高；屋蓋石飛簷的寛度變窄，讓人看起來有種厚實的感覺，飛簷部份由底部水平處到棱角處呈現出非常細微的反轉設計。
此石塔1955年拆解進行修理時，當時四層屋蓋石上面曾發現收藏的舍利，但目前已經下落不明。